# Klára Křížová
 Klára Křížová (Zlín, 13 juli 1989) is een Tsjechisch alpineskiester. Ze nam tweemaal deel aan de Olympische Winterspelen, maar behaalde geen medaille.

## Carrière
Křížová maakte haar wereldbekerdebuut in december 2005 tijdens de afdaling in Lake Louise. Ze stond nog nooit op het podium van een wereldbekerwedstrijd.
Op de Olympische Winterspelen 2010 liet Křížová als beste resultaat een 29e plaats op de super G optekenen.

## Resultaten

### Titels
- Tsjechisch kampioen super G - 2008
- Tsjechisch kampioen supercombinatie - 2008

### Wereldkampioenschappen
| Jaar | Plaats                 | Resultaten                                    |
| ---- | ---------------------- | --------------------------------------------- |
| 2009 | Val-d'Isère            | 25e Supercombinatie 25e Super G 29e Afdaling  |
| 2011 | Garmisch-Partenkirchen | 24e Supercombinatie 28e Afdaling DNF1 Super G |
| 2013 | Schladming             | 24e Afdaling 25e Super G DNF2 Supercombinatie |
| 2015 | Vail/Beaver Creek      | 20e Combinatie 31e Super G 32e Afdaling       |

### Olympische Spelen
| Jaar | Plaats    | Resultaten                                   |
| ---- | --------- | -------------------------------------------- |
| 2010 | Vancouver | 29e Super G 37e Afdaling                     |
| 2014 | Sotsji    | 17e Super G 19e Supercombinatie 21e Afdaling |

### Wereldbeker

#### Eindklasseringen
| Seizoen   | Algm | AD  | SG  | SC  |
| --------- | ---- | --- | --- | --- |
| 2009/2010 | 116e | 47e | -   | -   |
| 2012/2013 | 115e | 43e | -   | -   |
| 2013/2014 | 112e | 49e | 49e | -   |
| 2014/2015 | 92e  | -   | 43e | 24e |
| 2015/2016 | 110e | 45e | 53e | -   |